# Ogród zoologiczny w Innsbrucku
Ogród zoologiczny w Innsbrucku – ogród zoologiczny założony w 1962 roku w Innsbrucku. Ogród ma powierzchnię około 5 ha, jest jednym z najwyżej położonych ogrodów zoologicznych w Europie (727 m n.p.m.), zamieszkuje go dwa tysiące zwierząt ze 150 gatunków. Ogród jest członkiem stowarzyszenia WAZA oraz EAZA.